# Estadio 30 de Septiembre
El Estadio 30 de Septiembre es un estadio multiusos. Está ubicado en la ciudad de Portoviejo, provincia de Manabí. Fue inaugurado el 5 de agosto de 1995. Es usado para la práctica del fútbol, tiene capacidad para 5000 espectadores. 

## Historia
El estadio ha desempeñado un importante papel en el fútbol local, ya que los clubes de portovejencenses como el Club Deportivo Colón Fútbol Club o el Club Social y Deportivo del Valle hacen de local en este escenario deportivo, que participan en la Segunda Categoría de Ecuador.
El estadio es sede de distintos eventos deportivos a nivel local, ya que también es usado para los campeonatos escolares de fútbol que se desarrollan en la ciudad en las distintas categorías, también puede ser usado para eventos culturales, artísticos, musicales de la localidad.
El estadio tiene instalaciones modernas con camerinos para árbitros, equipos local y visitante, zona de calentamiento, cabinas de prensa, y muchas más comodidades para los aficionados.
Además el recinto deportivo es sede de:
- Campeonatos Intercolegiales de fútbol.
- Entrenamientos disciplinas fútbol y atletismo

En el estadio se han realizado también campeonatos del recuerdo, son así denominados porque reúnen a los amigos de tiempos aquellos y lo celebran de manera que mejor saben que es jugando al fútbol, estos campeonatos han sido de gran acogida entre la comunidad.

## Histórica goleada
En el año 2015 se produjo una goleada histórica nunca antes vista en los Campeonatos de Segunda Categoría profesional de la provincia, el encuentro se realizó el día miércoles 13 de mayo de 2015 entre el club local Deportivo del Valle y el Club Deportivo Colón Fútbol Club, coincidencialmente estos dos equipos hacen de local en este escenario deportivo. El partido fue válido por la segunda fecha de la primera etapa del Campeonato Provincial de Fútbol de Segunda Categoría de Manabí 2015, las personas que fueron a ver el partido no se esperaron una enorme diferencia como fue el resultado final de 31 - 0 a favor del equipo que hacía las veces de visitante el Colón FC, además un solo jugador hizo 12 goles. Este resultado se hizo eco en todo el país extendiendo la polémica sobre la organización del torneo, pero para el registro quedará en la historia que el estadio 30 de Septiembre fue testigo de la mayor goleada en torneos de segunda de Manabí.